# ۷ روز (فیلم ۲۰۱۰)
«۷ روز» (فرانسوی: Les 7 jours du talion, "The 7 Days of Retaliation"‎) یک فیلم دلهره‌آور روان‌شناختی کانادایی محصول سال ۲۰۱۰ به کارگردانی دانیل گرو است.
پس از اکران، منتقدان واکنش مثبتی نسبت به فیلم نشان دادند. در راتن تومیتوز، این فیلم بر اساس رای ۱۵ نقد، ۸۰ درصد تأیید شده است.